# ویلو سیتی (تگزاس)
ویلو سیتی (به انگلیسی: Willow City) یک منطقهٔ مسکونی در ایالات متحده آمریکا است که در شهرستان گیلسپی، تگزاس واقع شده‌است. ویلو سیتی ۵۲۲ متر بالاتر از سطح دریا واقع شده‌است.